# Periscyphis insularis
Periscyphis insularis is een pissebed uit de familie Eubelidae. De wetenschappelijke naam van de soort is voor het eerst geldig gepubliceerd in 1988 door Ferrara & Taiti.